# Montemarano
Montemarano is een gemeente in de Italiaanse provincie Avellino (regio Campanië) en telt 3022 inwoners (31-12-2004). De oppervlakte bedraagt 33,8 km², de bevolkingsdichtheid is 92 inwoners per km².

## Demografie
Montemarano telt ongeveer 1396 huishoudens. Het aantal inwoners daalde in de periode 1991-2001 met 10,0% volgens cijfers uit de tienjaarlijkse volkstellingen van ISTAT.
| Jaar | Inwoneraantal |
| ---- | ------------- |
| 1991 | 3382          |
| 2001 | 3043          |

## Geografie
De gemeente ligt op ongeveer 820 meter boven zeeniveau.
Montemarano grenst aan de volgende gemeenten: Cassano Irpino, Castelfranci, Castelvetere sul Calore, Montella, Nusco, Paternopoli, Volturara Irpina.